# Budokan: The Martial Spirit
Budokan: The Martial Spirit est un jeu vidéo de combat développé et édité par Electronic Arts, sorti en 1989 sur MS-DOS. Le jeu est aussi disponible sur Amiga, Amstrad CPC, Commodore 64, Mega Drive, MSX et ZX Spectrum.

## Système de jeu
Le jeu se déroule dans un dojo où divers arts martiaux sont pratiqués : le karaté, le nunchaku, le bō et le kendo. Le jeu opte pour un style plus réaliste que la plupart des autres jeux de combat.

## Développement
Budokan: The Martial Spirit a été conçu par Michael Kosaka et programmé par Ray Tobey sur MS-DOS. Le jeu supporte les normes d'affichage CGA (4 couleurs), EGA (16 couleurs), VGA (256 couleurs) et Hercules ainsi que la carte son AdLib PCS. Le programme a été adapté par Mike Schwartz sur Amiga, Pablo Toledo sur C64 et John Tomlinson sur Mega Drive. La musique du jeu et les effets sonores sont composés par Rob Hubbard.

## Exploitation
Budokan: The Martial Spirit est réédité en 2007 dans la compilation EA Replay, disponible sur la console portable PSP.

## Accueil
| Budokan         |      |        |
| Média           | Nat. | Notes  |
| ACE             | US   | 82.5 % |
| C+VG            | US   | 84 %   |
| CU Amiga        | US   | 87 %   |
| Dragon Magazine | US   | 4/5    |
| Gen4            | FR   | 94 %   |
| Joystick        | FR   | 88 %   |
| Tilt            | FR   | 15/20  |
| Zzap!64         | US   | 92 %   |